# Sébastien Josse
Pour les articles homonymes, voir Josse.

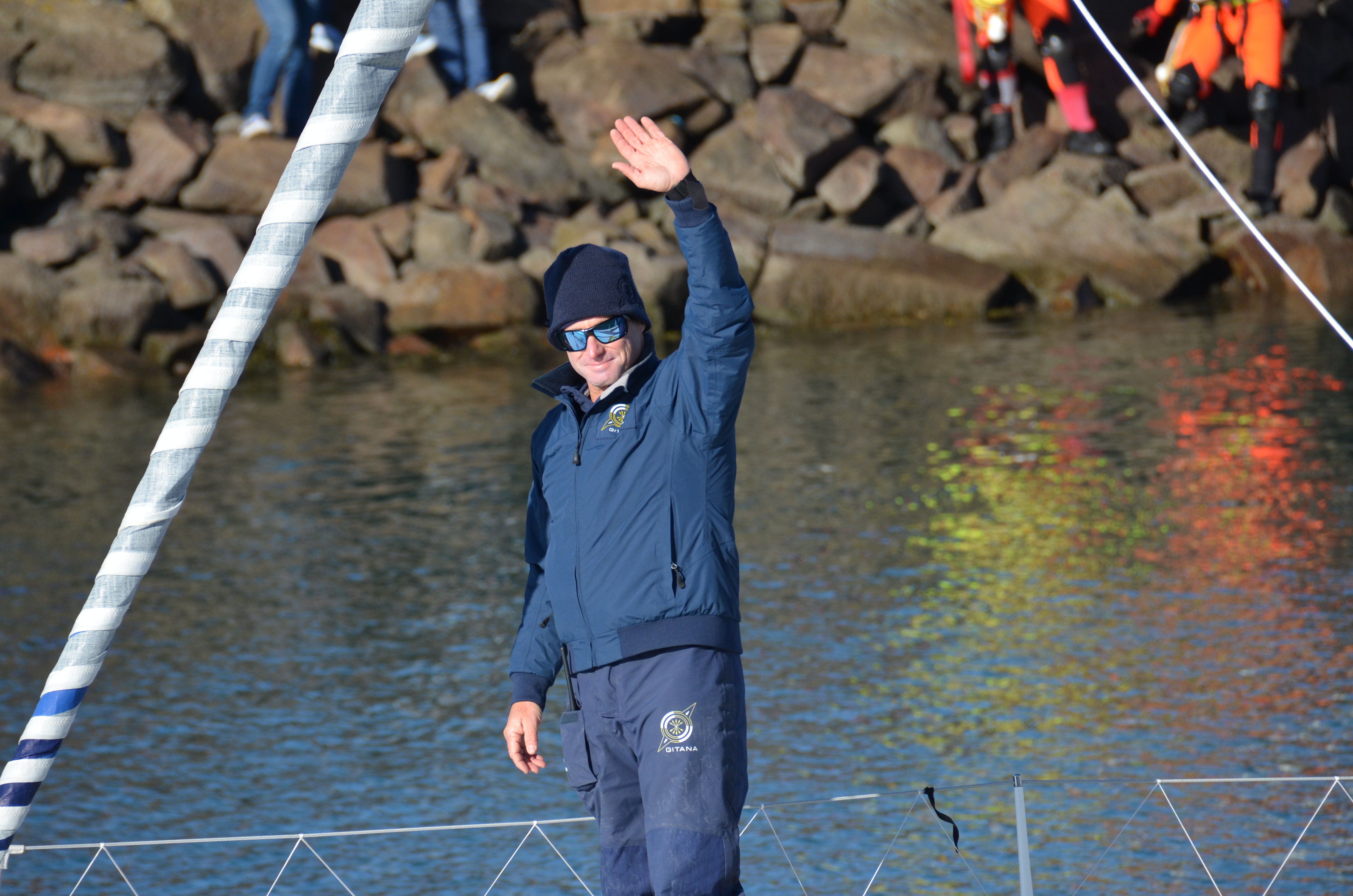
Sebastien Josse au départ du Vendée Globe 2016-2017.

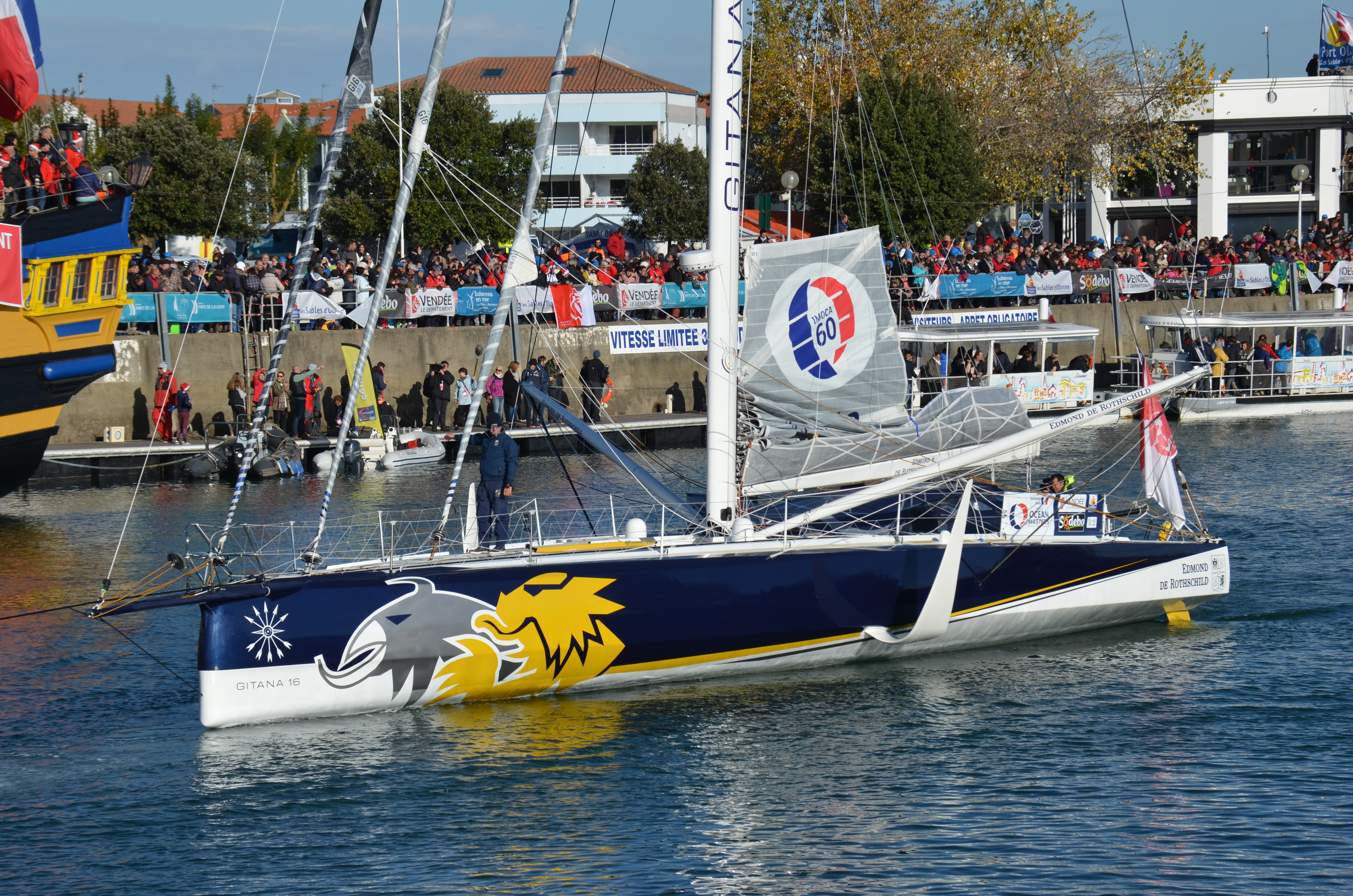
Sebastien Josse au départ du Vendée Globe 2016-2017.

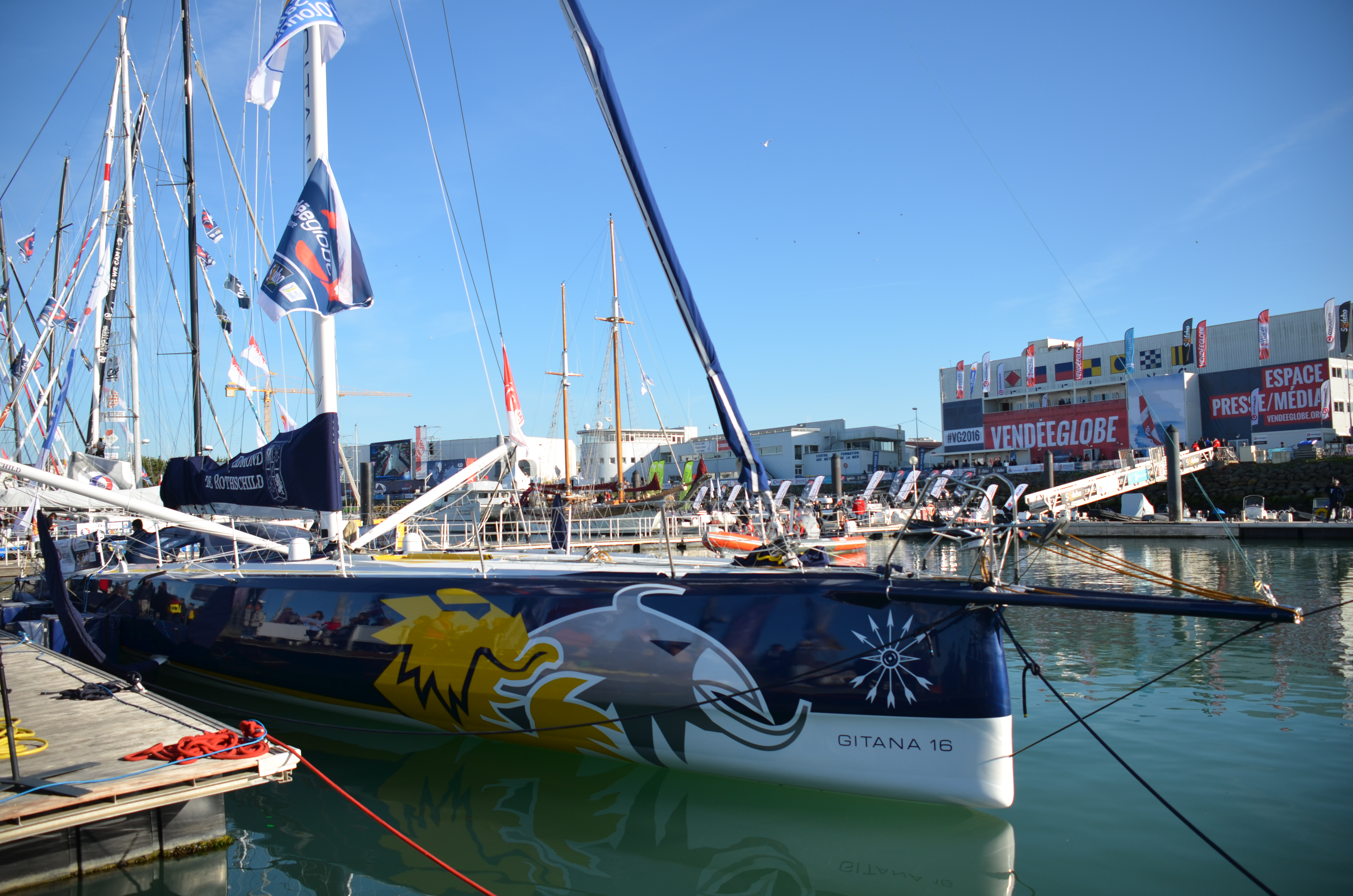
L'Imoca Edmond de Rothschild / Gitana 16.

Sébastien Josse est un skipper français né le 31 mars 1975 à Montereau-Fault-Yonne (Seine-et-Marne). Il est niçois d'origine et habite dans le Finistère à Clohars-Carnoët.

## Biographie
Diplômé d'un B.E.P. M.P.P. (Mécanique Plaisance et Pêche) au Lycée professionnel Jacques Dolle d'Antibes en 1993, il a commencé la compétition tardivement. Puis grâce à sa victoire au Challenge Espoir Crédit Agricole en 1997 il intègre le pôle France Finistère Course au Large, qui est un centre d'entraînement, basé à Port-la-Forêt, pour les skippers français.
Depuis ce jour sa carrière fut lancée et Sébastien pris goût à la compétition. En 2001, il est deuxième de la Solitaire du Figaro.
En 2002, il remporte le Trophée Jules Verne sur Orange 1, le maxi-catamaran de Bruno Peyron.
En 2002 Sébastien Josse conclut un partenariat avec l'entreprise Vendéenne VMI, pour acheter l'ex monocoque Sodébo de Thomas Coville. Les courses s'enchaînent, il termine entre autres 8e de The Transat en 2004, ou encore 5° de la Transat Jacques Vabre avec Isabelle Autissier. Mais surtout en 2004-2005 pour sa première participation au Vendée Globe Sébastien termine 5°, le 8 février 2005 en 93 jours 2 minutes et 10 secondes. Un exploit comparé au nombre de concurrents et à la vétusté de son VMI (en effet beaucoup de participants ont effectué le Vendée Globe sur des bateaux neufs).
En 2005, la banque hollandaise ABN AMRO contacte Sébastien (alors même qu'il était encore sur le Vendée Globe) pour lui proposer de skipper son deuxième bateau lors de la Volvo Ocean Race. L'équipage ABN AMRO II termine 4e de la Volvo Ocean Race 2005-2006 après 8 mois de course et près de 31 000 milles parcourus à travers les océans.
Sébastien Josse était engagé à bord du monocoque PRB de Vincent Riou lors de la Barcelona World Race 2007-2008, course autour du monde en double. En tête au Cap de Bonne-Espérance, les deux hommes ont été contraints à l’abandon à la suite de la casse de leur tête de mât.
Sébastien dispute le Vendée Globe 2008-2009 sur un bateau neuf grâce au sponsor « BT » et à l'écurie des Britanniques Ellen MacArthur et Mark Turner Offshore Challenge. Il abandonne le 29 décembre 2008, alors qu'il figurait dans le groupe de tête, à la suite d'une série de sérieux problèmes techniques (pont fissuré et un safran hors service) après avoir été couché par une vague dans l’océan Pacifique. En 2009 il est encore contraint à l'abandon dans la Transat Jacques Vabre et remporte la Fastnet Race.
En 2010, alors que le monocoque BT court sous les couleurs de Veolia avec Roland Jourdain, Sébastien Josse s’entraîne au pôle France de Saint Gilles-Croix-de-Vie et participe sous les couleurs de la Vendée à la Solitaire du Figaro, à la course Cap-Istanbul et à la Solo Quiberon, qui comptent pour le championnat de France.
Sébastien Josse prend le départ du Vendée Globe 2016-2017 à bord de l'Imoca Mono60 Edmond de Rothschild - Gitana 16, mais il est contraint à l'abandon au sud de l'Australie.
En 2017, il devient le skipper du maxi-trimaran Maxi Edmond de Rothschild - Gitana 17 jusqu'en février 2019.
Ensuite il intègre l'équipe de Corum L'Épargne aux côtés de Nicolas Troussel.

### Passage chez Banque populaire
Depuis mars 2022, il fait partie du Team Banque Populaire et travaille sur le Maxi Banque populaire XI.
En mars 2025, il devient le nouveau directeur sportif du Team Banque Populaire qui remplace Ronan Lucas.

## Palmarès
- 2023 :
  - 1er des 24h Ultim sur Banque populaire XI avec Armel Le Cléac'h[3]
  - 1er de la Transat Jacques-Vabre en double avec Armel Le Cléac'h sur Banque populaire XI[4]

- 2017 :
  - 2e de la Transat Jacques-Vabre avec Thomas Rouxel sur l'Ultime Maxi Edmond de Rothschild - Gitana 17

- 2016 :
  - 2e de la Transat New York-Vendée sur l'Imoca Mono60 Edmond de Rothschild - Gitana 16
  - Abandon lors du Vendée Globe sur l'Imoca Mono60 Edmond de Rothschild - Gitana 16

- 2015 :
  - vainqueur de la Transat Saint-Barth-Port-la-Forêt sur l'Imoca Mono60 Edmond de Rothschild - Gitana 16

- 2013 :
  - vainqueur de la Transat Jacques-Vabre sur le MOD70 Groupe Edmond de Rothschild - Gitana XV avec Charles Caudrelier

- 2012 :
  - 2e de la Krys Ocean Race, course transatlantique entre New York et Brest, sur le MOD70 Groupe Edmond de Rothschild - Gitana XV

- 2010 :
  - 2e de la Solo Concarneau - portsdefrance.com sur le Figaro Vendée[5]

- 2009 :
  - vainqueur de la Course du Fastnet sur l'IMOCA BT
  - abandon dans la Transat Jacques Vabre avec Jean-François Cuzon sur l'IMOCA BT

- 2008 :
  - abandon sur problème technique dans le Vendée Globe sur l'IMOCA BT
  - abandon sur problème technique dans l'Artemis Transat (en tête au moment de l'abandon) sur l'IMOCA BT

- 2007 :
  - vainqueur de la Rolex Fastnet Race (en double) sur l'IMOCA PRB de Vincent Riou
  - vainqueur de la Calais Round Britain Race (en équipage) sur l'IMOCA PRB de Vincent Riou
  - abandon sur la Barcelona World Race (en double) sur l'IMOCA PRB de Vincent Riou

- 2006 :
  - 4e de la Volvo Ocean Race, trois fois deuxième sur des étapes sur le VO70 ABN-AMRO TWO
  - record de distance en 24h, en monocoque et en équipage (562,96 milles parcourus) sur le VO70 ABN-AMRO TWO

- 2005 :
  - 5e du Vendée Globe à bord de VMI
  - 8e de The Transat à bord de VMI

- 2004 :
  - 8e de The Transat à bord de VMI

- 2003 :
  - vainqueur de la Rolex Fastnet Race à bord de VMI
  - 5e de la Transat Jacques Vabre sur VMI avec Isabelle Autissier
  - 4e du Défi atlantique sur VMI

- 2002 :
  - codétenteur du Trophée Jules Verne à bord du Maxi Catamaran Orange skippé par Bruno Peyron en 64 jours 8 heures 37 minutes et 24 secondes
  - abandon pour démâtage à la Route du Rhum à bord de VMI

- 2001 :
  - 2e de la Solitaire du Figaro sur Créaline[1]
  - 3e du Tour de Bretagne
  - 3e de la Generali Méditerranée

- 2000 :
  - vainqueur de la Route du Ponant
  - 5e du Championnat de France de course au large en solitaire

- 1999 :
  - 4e de la première étape de la Mini Transat
  - 10e du Championnat de France de course au large en solitaire

- 1998 :
  - vainqueur du Championnat de France Espoir Solitaire
  - 2e bizuth de la Solitaire du Figaro

- 1997 :
  - vainqueur du Challenge Espoir Crédit Agricole